# Westfälische Volkssternwarte

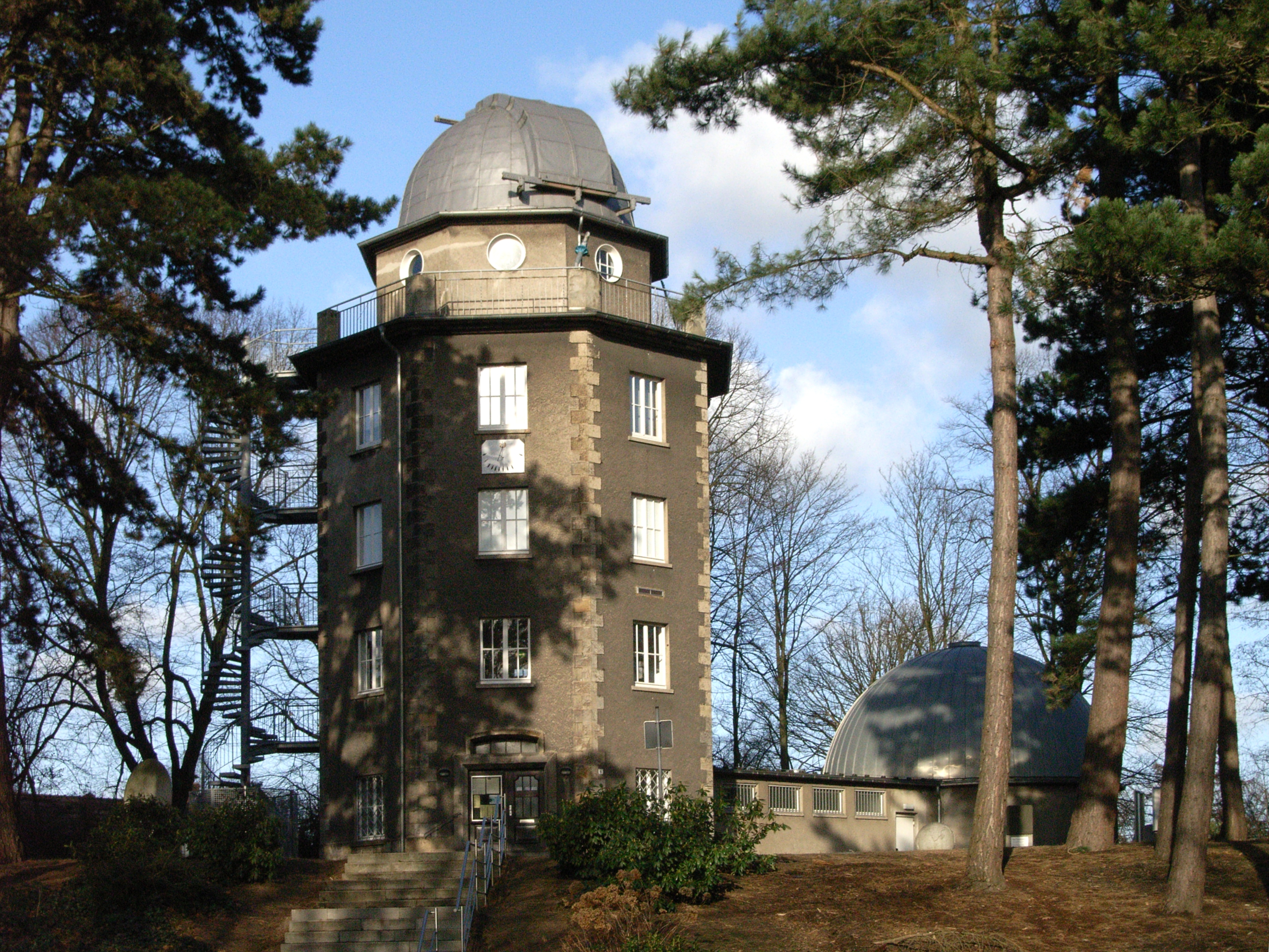
Sternwarte und Planetarium

Die Westfälische Volkssternwarte Recklinghausen ist eine Sternwarte im Nordwesten der Stadt Recklinghausen. Das Gebäude besteht aus einem 20 m hohen achteckigen Turm mit angebauter Planetariumskuppel und befindet sich im Recklinghäuser Stadtgarten, nahe dem Ruhrfestspielhaus. Träger des Institutes ist die Stadt Recklinghausen.
Die Sternwarte Recklinghausen führt regelmäßig öffentliche Beobachtungen des Sternhimmels und der Sonne durch. Im Hörsaal und im Planetarium wird ein umfangreiches Programm angeboten.
Auf dem Außengelände befinden sich ein „Erlebnisfeld der Sinne“ mit Experimenten zur optischen und akustischen Wahrnehmung sowie der Anfang eines etwa 3 km langen Planetenwegs.

## Geschichte

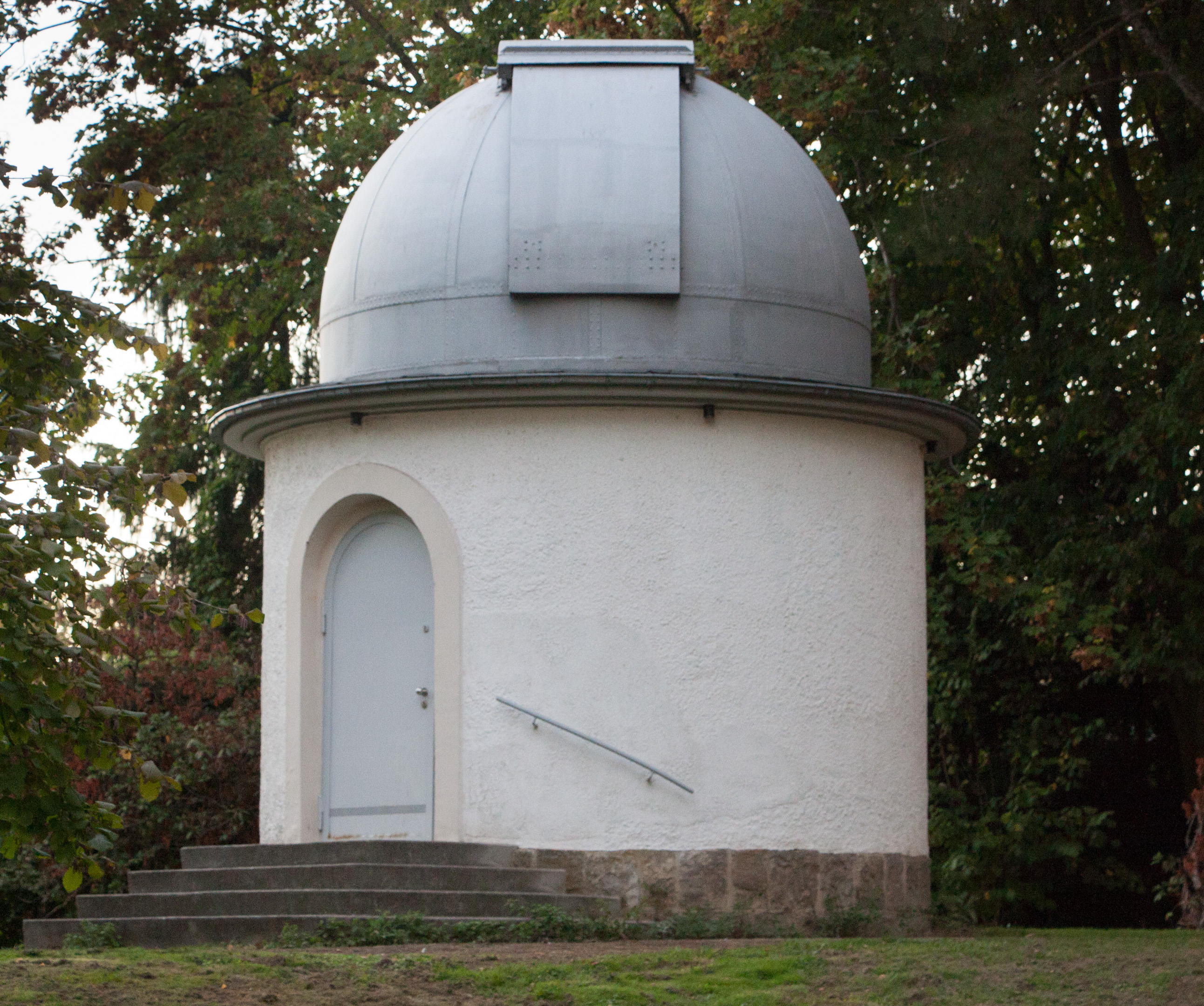
Der sog. Uraniatempel

Die Initiative zur Errichtung einer Volkssternwarte geht auf einen Verein, die „Vereinigung von Freunden der Astronomie und kosmischen Physik“ zurück. Besonders engagiert war Vinzenz Dahlkamp, ein städtischer Vermessungsingenieur, der im Jahre 1940 in einer Denkschrift das Erfordernis der astronomischen Bildungsarbeit darlegte. Die Stadt Recklinghausen bewilligte im gleichen Jahr 35.000 Reichsmark zum Bau eines Sternwartenturms. Dafür sollte der achteckige Turm des „Parkhauses“ im damaligen Hindenburgpark aufgestockt und mit einer Kuppel versehen werden. Hauptinstrument sollte ein Refraktor werden, der bei der Firma Carl Zeiss bestellt wurde.
Infolge des Zweiten Weltkrieges und der wirtschaftlichen Situation der Nachkriegsjahre konnte das Vorhaben nicht realisiert werden. Da die ursprüngliche Vereinigung nicht mehr existierte, wurde eine neue gegründet, die den Namen „Astronomische Vereinigung für das Ruhrgebiet“ erhielt. Durch Sammlungen und Eigenarbeit entstand 1950 im Stadtpark eine kleinere Beobachtungskuppel von vier Metern Durchmesser, der „Uraniatempel“. Zur Beobachtung stand ein 15-cm-Refraktor der Fa. Reinfelder & Hertel zur Verfügung, den ein Privatmann gespendet hatte. Der Uraniatempel war somit der Vorläufer der Volkssternwarte. Hier fanden auch öffentliche Sternführungen statt, die großes Interesse bei der Bevölkerung fanden.
Da das Platzangebot nicht ausreichend war und keine Schulungs- und Vortragsräume zur Verfügung standen, wurde ein größeres Gebäude notwendig. Mit dessen Bau wurde bereits 1949 begonnen. Finanziert wurde das Vorhaben teilweise durch Sach- und Geldspenden. 1950 war der Rohbau größtenteils fertiggestellt, jedoch mussten die Arbeiten wegen Geldmangels vorübergehend eingestellt werden. 1951 gelang es Vinzenz Dahlkamp, die Jahrestagung der „Astronomischen Gesellschaft“ – eine Fachtagung von Berufsastronomen – nach Recklinghausen zu holen. Dadurch wurde der Blick der Öffentlichkeit und der Stadtverwaltung erneut auf das Projekt gelenkt, was zur baldigen Vollendung des Baus führte. Aus den USA kam eine beträchtliche Spende von 45.000 DM, beigesteuert vom McCloy-Fonds zum Aufbau kultureller und bildender Einrichtungen.
1953 wurde die Sternwarte fertiggestellt. Die Einweihung erfolgte am 13. Oktober des Jahres unter Anwesenheit von Direktoren größerer Observatorien, darunter Cuno Hoffmeister.
Das Hauptinstrument war ein Spiegelteleskop mit 11er (28 cm) Hauptspiegel und 2,5 m Brennweite. Das Teleskop war von Mitgliedern der Vereinigung nach dem amerikanischen Vorbild der sogenannten Springfield-Montierung entworfen worden. Die gesamte Konstruktion hatte ein Gewicht von etwa 1,5 Tonnen. Der Okularauszug wurde in die Schnittachse von Rektaszensions- und Deklinationsachse verlegt. Dadurch blieb der Standort des Beobachters unabhängig von der Ausrichtung des Teleskops. Im Erdgeschoss war ein Uhrenraum mit zwei astronomischen Pendeluhren zur Bestimmung der Sternzeit und der Mitteleuropäischen Zeit (MEZ) untergebracht, die mit einem Cloos´schen Chronografen verbunden werden konnten. Des Weiteren verfügte die Sternwarte über einen Vortragsraum und einen Lesesaal.

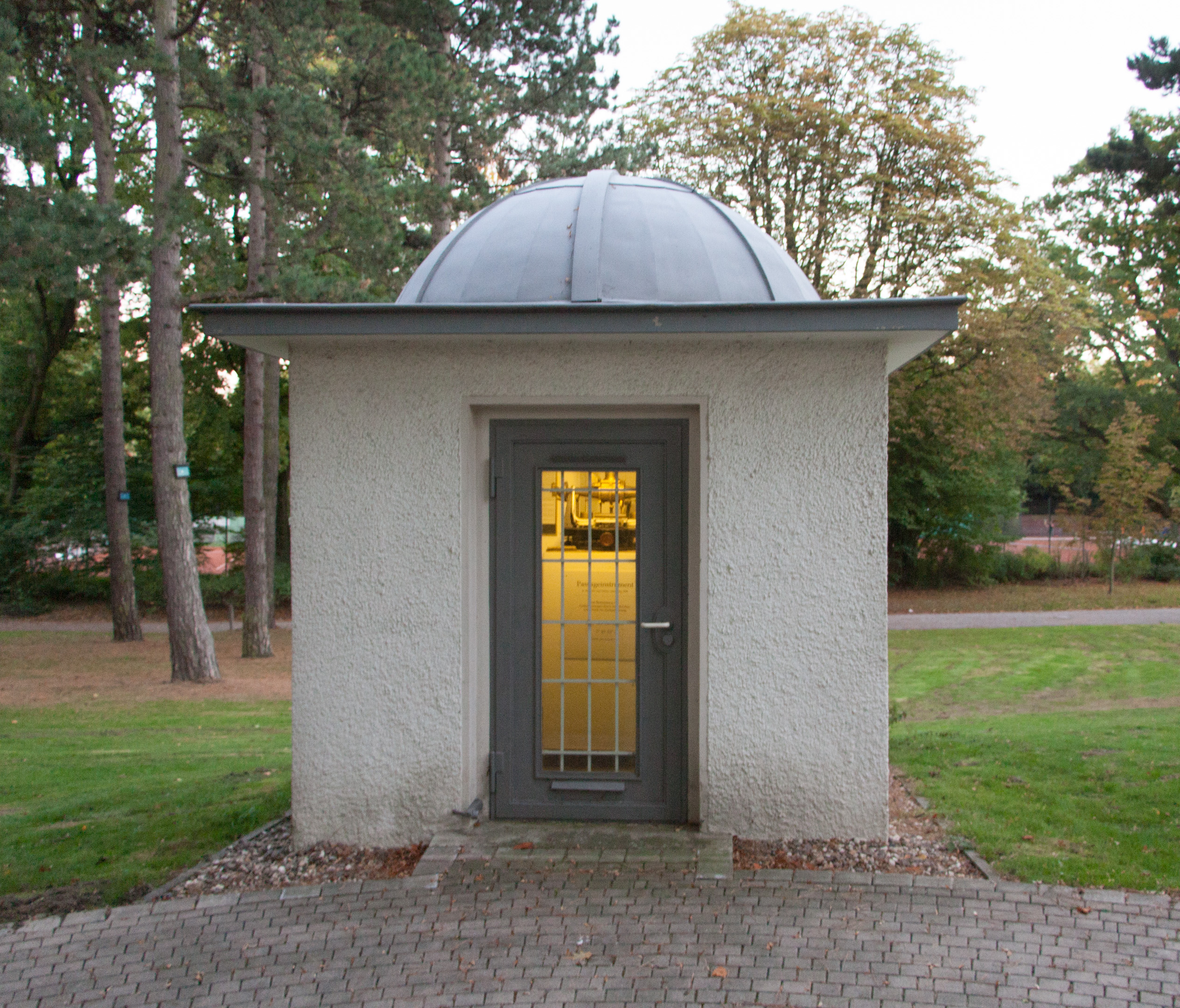
Das Meridianhaus mit dem Passageinstrument

1957 wurde eine dritte Kuppel im Stadtpark, das sogenannte „Meridianhaus“, errichtet. Darin untergebracht ist ein Passageinstrument der Sternwarte Hamburg-Bergedorf, das für 99 Jahre ausgeliehen wurde.
Am 21. September 1958 verstarb Vinzenz Dahlkamp, Heinrich Kantus übernahm kommissarisch die Leitung der Sternwarte. 1962 wurde Joachim Herrmann hauptamtlicher Leiter des Instituts. Die jährlichen Besucherzahlen erreichten zeitweise 30.000 bis 40.000.
1966 erfolgte der Bau eines Planetariums der Fa. Carl Zeiss (Modell ZKP1), das für 81 Besucher Platz bot. 1985 wurde dieser Projektor durch das Modell ZKP2 (Skymaster) ersetzt. Durch den Umbau und die technischen Veränderungen reduzierte sich die Sitzplatzzahl auf 74.
1996 ging Joachim Herrmann in den Ruhestand und es drohte die Schließung der gesamten Einrichtung wegen finanzieller Engpässe. Durch die Gründung eines Fördervereins der „Freunde der Volkssternwarte Recklinghausen“ und dessen Initiativen konnte dies jedoch abgewendet werden. Kurze Zeit später wurde Dr. Burkard Steinrücken Leiter des Instituts. Unter seiner Leitung konnte der Instrumentenpark modernisiert und die Außenanlagen mit dem Erlebnisfeld der Sinne erweitert und gestaltet werden.
Am 3. Juni 2017 konnte ein Erweiterungsbau im Erdgeschoss mit einem neuen Hörsaal und ebenerdigem Zugang eingeweiht werden. Er wurde mit städtischen Mitteln und Spenden, u. a. vom Förderverein der Sternwarte. finanziert.
Im Jahre 1999 initiierte die Sternwarte das Projekt der Horizontastronomie auf der nahe gelegenen Halde Hoheward, auf der 2005 eine große Sonnenuhr und 2008 das große Horizontobservatorium gebaut wurden.

## Instrumente
Das ursprüngliche Hauptinstrument, ein 11-Zoll Newton-Teleskop, wurde 1997 durch ein Celestron-14 Schmidt-Cassegrain-Teleskop mit etwa 4 m Brennweite ersetzt. Der Newton-Reflektor steht heute im Astronomisch-Physikalischen Kabinett in Kassel.
Im Planetarium arbeitet ein elektrisch gesteuerter Planetariumsprojektor Modell ZKP2 (Skymaster) der Fa. Carl Zeiss Jena. Mehrere Zusatzprojektoren ergänzen die Darstellungsmöglichkeiten.
In der Uraniakuppel wird ein modernes Teleskop zur Sonnenbeobachtung genutzt.
Im Meridianhaus befindet sich ein Durchgangsinstrument der Fa. Repsold & Söhne aus dem Jahre 1896, das dort besichtigt werden kann. Beobachtungen werden damit nicht vorgenommen.